# Теутешть (Сучава)
Теутешть, Теутешті (рум. Tăutești) — село у повіті Сучава в Румунії. Входить до складу комуни Замостя.
Село розташоване на відстані 378 км на північ від Бухареста, 21 км на північ від Сучави, 127 км на північний захід від Ясс.

## Населення
За даними перепису населення 2002 року у селі проживали 202 особи, усі — румуни. Усі жителі села рідною мовою назвали румунську.